# 지황 (신)
지황(地皇)은 중국 신(新) 왕망(王莽)의 세 번째 연호이자 신의 마지막 연호이다. 20년에서 23년까지 4년 동안 사용하였다.
같은 시기에 사용된 다른 연호로는 한(漢) 부흥군에서 옹립한 경시제가 23년부터 사용한 경시, 농서 지방의 군벌 외효가 23년부터 사용한 한복 등이 있다.

## 연대대조표
| 지황                | 원년       | 2년        | 3년        | 4년             |
| 서력                | 20년       | 21년       | 22년       | 23년            |
| 육십간지 (六十干支) | 경진(庚辰) | 신사(辛巳) | 임오(壬午) | 계미(癸未)      |
| 한(漢) 부흥군       | -          | -          | -          | 경시(更始) 원년 |
| 외효(隗囂)          | -          | -          | -          | 한복(漢復) 원년 |

## 같이 보기
- 중국의 연호

| 이전 연호 천봉(天鳳) | 중국의 연호 신(新) | 다음 연호 경시(更始) <한 부흥군> |